# John Walker (Leichtathlet)

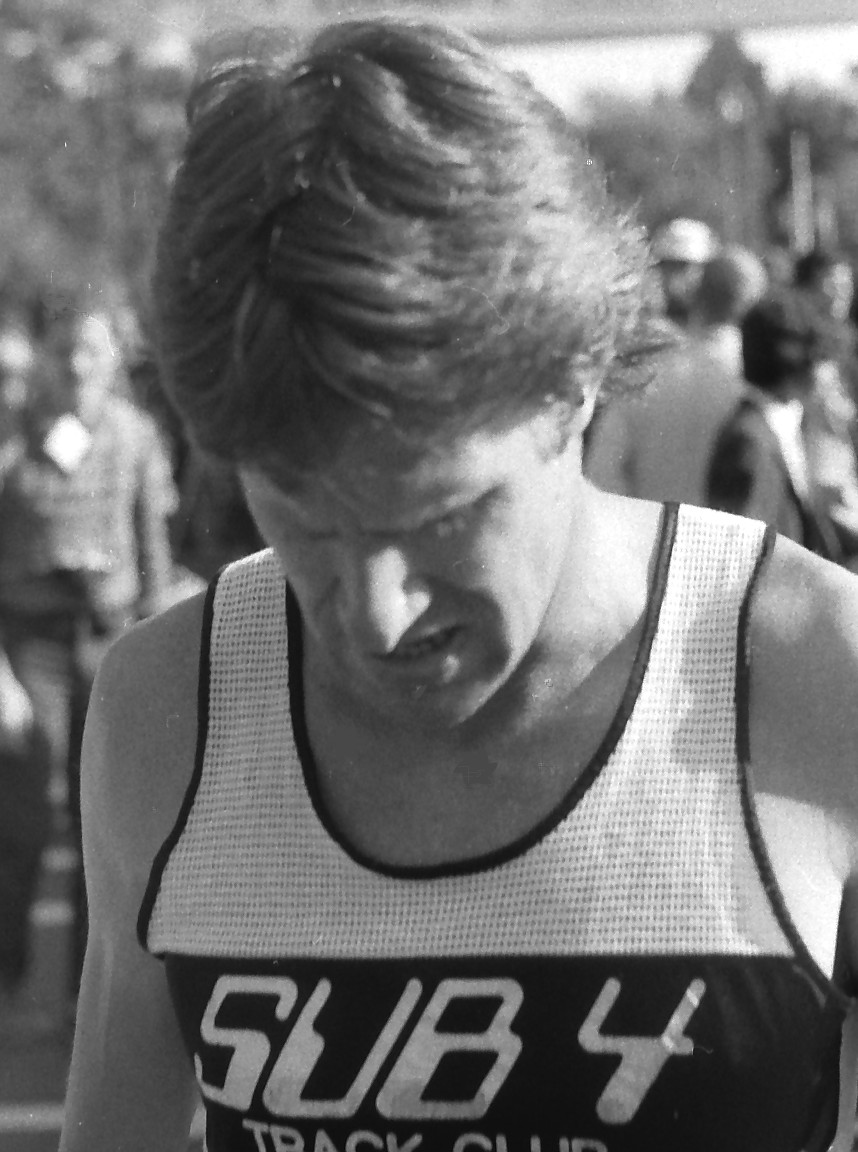
John Walker (1982)

Sir John George Walker KNZM, CBE (* 12. Januar 1952 in Papakura) ist ein ehemaliger neuseeländischer Leichtathlet, der in den 1970er Jahren zu den weltbesten 1500-Meter-Läufern gehörte. Bei einer Körpergröße von 1,83 m betrug sein Wettkampfgewicht 74 kg.
1970 war er neuseeländischer Meister über 800 Meter, konnte sich jedoch nicht für die Olympischen Spiele in München qualifizieren. Bei den British Commonwealth Games 1974 in Christchurch gewann er im 800-Meter-Lauf in 1:44,92 min Bronze hinter den Kenianern John Kipkurgat und Mike Boit. Über 1500 Meter gewann er am 2. Februar in 3:32,52 min Silber hinter Filbert Bayi (3:32,16 min) aus Tansania. Bayi stellte in diesem Lauf einen neuen Weltrekord auf, aber auch Walker blieb unter Jim Ryuns Weltrekord von 1967.
Walkers größter Erfolg war der Olympiasieg 1976 in Montréal in 3:39,17 min vor dem Belgier Ivo van Damme in 3:39,27 min und Paul-Heinz Wellmann aus der Bundesrepublik Deutschland in 3:39,33 min. Acht Jahre später bei den Olympischen Spielen 1984 in Los Angeles wurde Walker in 13:24,56 min Achter im 5000-Meter-Lauf. Auch wenn er die Strecken von 800 bis 5000 Meter beherrschte, so waren die 1500 Meter bzw. 1 Meile seine Lieblingsstrecken.
Bei den Commonwealth Games 1982 in Brisbane belegte er über 800 Meter in 1:46,23 min Platz 4. Über 1500 Meter gewann er in einem reinen Spurtrennen hinter dem Engländer Steve Cram Silber in 3:43,11 min. Bei den Commonwealth Games 1986 in Edinburgh belegte Walker in 13:35,34 min Platz 5 im 5000-Meter-Lauf. 1990 in seiner Heimat in Auckland wurde Walker mit 38 Jahren noch einmal Zwölfter über 1500 Meter in 3:53,77 min.
John Walker ist vor allem als Läufer der 1 Meile berühmt geworden: Am 12. August 1975 lief er in Göteborg auf dieser Strecke mit 3:49,4 min einen Weltrekord und blieb als erster Läufer überhaupt unter 3:50 Minuten. Ihm gelang es als erstem Läufer, während seiner Laufbahn einhundert Mal die Meile unter vier Minuten zu laufen. Diese Leistungen verteilen sich auf die Jahre 1973 bis 1990.
1996 gab John Walker bekannt, dass er an der Parkinsonschen Krankheit leidet. Er wurde als Ratsherr von Auckland 2013 zum zweiten Mal wiedergewählt. 2009 wurde er als Knight Companion of the New Zealand Order of Merit in den Adelsstand erhoben. Er wurde von Arch Jelley trainiert, durch den er das ganze Jahr über in Form war. Wegen fehlender Busverbindungen auf dem Lande war er von klein auf gelaufen, hatte aber auch Tennis, Badminton und Rugby gespielt.

## Bestleistungen
- 800 Meter: 1:44,92 min (1974)
- 1000 Meter: 2:16,57 min (1980)
- 1500 Meter: 3:32,4 min (1975)
- 1 Meile: 3:49,08 min (1982)
- 2000 Meter: 4:51,44 min (1976) (Weltrekord)
- 3000 Meter: 7:37,49 min (1982)
- 5000 Meter: 13:19,28 min (1986)